# Biotopo dei Lagaccioli
Il biotopo dei Lagaccioli è un'area di notevole interesse ambientale della provincia di Grosseto.

## Territorio
Situati a circa 4 km a nordest di Capalbio, i Lagaccioli sono i due specchi d'acqua naturali più orientali dell'agro capalbiese. Essi non distano più di un 1 km dal più noto Lago Acquato, un ambiente lacustre ormai irrimediabilmente compromesso e quasi del tutto trasformato in superficie agricola. 
Nonostante la loro limitata estensione i Lagaccioli costituiscono un biotopo di elevata importanza biologica in quanto preservano quasi intatta la loro componente floristica e vegetazionale originaria, fatto oggi molto raro per laghetti naturali situati al di fuori di aree protette e in zone di bassa collina con ampie superfici messe a coltura. 
La flora che popola le acque dei due bacini include specie di importanza conservazionistica a livello regionale e nazionale, alcune delle quali presenti nelle liste rosse e nella legge regionale toscana 56/2000.
L'area rientra nel SIR 130 “Lago Acquato, Lago di San Floriano” di 208,3 ettari e nel pSIC e ZPS omonimi (cod. pSIC: IT51A0030), anche se non sono presenti aree protette ai sensi della L 394/91 e LRT 49/95.

## Geomorfologia
Come la gran parte dei laghetti del territorio di Capalbio, si ritiene che i Lagaccioli abbiano origine carsica. 
Essi occupano il fondo di una piccola valle stretta e allungata interessata da fenomeni di dissoluzione dei sottostanti calcari della formazione carbonatico-evaporitica della Falda Toscana (Triassico superiore).
Il livello dei bacini è piuttosto variabile in funzione dell'andamento delle precipitazioni, essendo noti sia episodi di quasi completo prosciugamento in seguito a periodi di aridità che altri di piena durante i quali i due laghetti si sono collegati a causa dell'innalzamento delle acque.
Il laghetto orientale è lievemente più esteso (circa 1,5 ettari) ed ha acque un poco più profonde. L'area dei Lagaccioli è posta a circa 120 m di altitudine e ricade nell'ambito mediterraneo, con una temperatura media annua di circa 15 °C e precipitazioni attorno a 790 mm annui.
La morfologia subpianeggiante, la disponibilità idrica del suolo e l'assenza di affioramenti rocciosi favorisce tuttavia lo sviluppo di boschi termofili decidui a dominanza di latifoglie nell'intorno dei laghetti.

## Fauna
I due laghetti sono abitati da una ricca fauna di ambienti umidi, in particolare anfibi, rettili, insetti e uccelli.

## Flora
Entrambi gli specchi d'acqua sono circondati da belle cinture di bosco termo-igrofilo con Fraxinus oxycarpa, Ulmus minor, Salix cinerea, Salix alba e Populus alba. 
In posizione appena più elevata, dove il terreno è lievemente più asciutto entrano a far parte del bosco alcuni maestosi individui di due specie quercine, il farnetto (Quercus frainetto), dalle grandi foglie profondamente lobate, e il più diffuso cerro (Quercus cerris). 
Le fasce periferiche dei laghetti ospitano cospicui popolamenti di Sparganium erectum, Schoenoplectus lacustris, Phragmites australis e Lysimachia vulgaris. In posizione più centrale si trovano notevoli fitocenosi acquatiche a Oenanthe aquatica, Rorippa amphibia, Glyceria fluitans e Polygonum amphibium, cui si aggiungono Ranunculus trichophyllus, Apium nodiflorum, Ranuculus peltatus, Lycopus europaeus, Eleocharis palustris ed altre. Il laghetto occidentale è quasi completamente colonizzato da queste specie, che chiudono totalmente la superficie lacustre nel periodo estivo. Nel laghetto orientale tende a espandersi un'asteracea avventizia del genere Xanthium, i cui semi provengono dai campi circostanti.
Nei laghetti sono relativamente abbondanti tre specie acquatiche che appaiono nella categoria delle "vulnerabili" della lista rossa regionale. Esse sono l'ombrellifera Oenanthe aquatica, la ranunculacea Ranunculus ophioglossifolius e l'alismatacea Damasonium alisma (quest'ultima solo in quello orientale). Per quest'ultima i Lagaccioli sono l'unica stazione toscana consistente. 
Nel biotopo venne anticamente (1892) raccolta da S. Sommier anche la rara Hottonia palustris, una primulacea idrolitica considerata minacciata di estinzione in buona parte d'Italia. Sulla base dei più recenti sopralluoghi, di essa non sembra esservi più traccia.
Altre specie importanti sul piano della conservazione della biodiversità vegetale sono Rorippa amphibia, Polygonum amphibium, Glyceria fluitans, Sparganium erectum, Ranuculus peltatus, Callitriche brutia.
Altre tipiche piante palustri sono Alisma plantago-aquatica, Lycopus europaeus, Menta aquatica, Cyperus longus, Epilobium tetragonum, Galium palustre, Eleocharis palustris, Carex otrubae e Althaea officinalis. Nelle fasce di bosco attorno ai laghetti è abbondante anche l'ombrellifera Myrrhoides nodosa, specie nota in Toscana per sole poche stazioni dei rilievi della Maremma interna.